# Beaumont (Hainaut)
Beaumont (en picard Biômont) és un municipi belga de la província d'Hainaut a la regió valona. Està compost per les seccions de Beaumont, Barbençon, Leugnies, Leval-Chaudeville, Renlies, Solre-Saint-Géry, Strée i Thirimont.
Limita amb els municipis d'Erquelinnes, Froidchapelle, Merbes-le-Château, Sivry-Rance, Thuin, Walcourt i Hestrud, i es troba molt a la vora dels municipis francesos d'Avesnes-sur-Helpe, Jeumont i Maubeuge. Està regat pel riu Hantes.